# جان بيجز
جان بيجز (بالإنجليزية: Jean Beggs)‏ هي عالمة وراثة بريطانية، ولدت في 16 أبريل 1950 في غلاسكو في المملكة المتحدة.